# The Way of the Fist
The Way of the Fist (рус. Путь кулака) — дебютный студийный альбом американской грув-метал группы Five Finger Death Punch, вышедший 31 июля 2007 года. Альбом дебютировал в Billboard 200 18 августа 2007 года под номером 199 и поднялся до 107 строчки. 13 апреля 2011 года число проданных копий альбома достигло 500 000, и альбому был присвоен статус золотого по версии RIAA.

## Запись и выпуск
В 2006 году Five Finger Death Punch с намерением выпустить дебютный альбом подписала контракты с Next Level Studios и Complex Studios в Лос-Анджелесе. Записью альбома занимались Стиво «Shotgun» Бруно (Mötley Crüe, Prong) и Майк Саркисян (Spineshank), а миксингом и мастерингом занимался бывший гитарист Machine Head и Soulfly Логан Мейдер. Вскоре группа получила контракт с лейблом Firm Music. Альбом был выпущен 31 июля следующего года, дебютировав под номером 199 в Billboard 200. В первую неделю после выпуска было продано 5400 копий альбома, также было продано 1400 копий через цифровую дистрибуцию.

## Переиздания

### Переиздание 2008 года
13 мая 2008 года The Way of the Fist был переиздан. Переиздание содержало три бонусных песни: «Stranger than Fiction», «Never Enough» и акустическую версию «The Bleeding». Песни также могут быть получены с официального сайта группы любым, кто купил оригинальное издание альбома.

### «Iron Fist»
22 ноября 2010 года альбом был снова переиздан в эксклюзивном бокс-сете The Way of the Fist: Iron Fist Edition (рус. Путь кулака: издание «Железный кулак»). Бокс-сет включает в себя документальное DVD «The Legend of The Fist Vol. 1», клипы на песни «The Bleeding», «Never Enough» и «The Way of the Fist», диск с одиннадцатью бонусными треками, а также постер и календарь.

### Переиздание 2022 года
В мае 2021 года стало известно, что группа планирует летом 2022 года переиздать свой дебютный альбом.

## Рецензии
Альбом был тепло воспринят критиками. Многие из них выделяют хороший баланс между тяжёлыми композициями в стиле грув-метала и мелодичными песнями, а также чередование тяжёлых рифов и грубого вокала Муди с качественными соло и мелодичными припевами. Наилучшими песнями из альбома считаются «White Knuckles», «Salvation», «Ashes» и «The Bleeding», последняя из которых считается одной из самых известных песен группы. Некоторые критики также указывают на схожесть некоторых песен Five Finger Death Punch с песнями таких групп, как System of a Down и Alice in Chains.

## Список композиций
| №                   | Название                | Автор(ы)                              | Длительность |
| ------------------- | ----------------------- | ------------------------------------- | ------------ |
| 1.                  | «Ashes»                 | Батори, Муди                          | 3:44         |
| 2.                  | «The Way of the Fist»   | Батори, Муди                          | 3:58         |
| 3.                  | «Salvation»             | Батори, Муди, Снелл, Спенсер          | 3:20         |
| 4.                  | «The Bleeding»          | Батори, Муди                          | 4:28         |
| 5.                  | «A Place to Die»        | Батори, Муди                          | 3:40         |
| 6.                  | «The Devil's Own»       | Батори, Муди, Снелл, Спенсер          | 4:12         |
| 7.                  | «White Knuckles»        | Батори, Муди, Снелл, Спенсер, Робертс | 4:10         |
| 8.                  | «Can't Heal You»        | Батори, Муди, Снелл, Спенсер          | 3:03         |
| 9.                  | «Death Before Dishonor» | Батори, Муди, Спенсер                 | 3:54         |
| 10.                 | «Meet the Monster»      | Батори, Муди, Спенсер                 | 4:22         |
| Общая длительность: | Общая длительность:     | Общая длительность:                   | 38:56        |

| №                   | Название                             | Длительность |
| ------------------- | ------------------------------------ | ------------ |
| 11.                 | «Never Enough»                       | 3:29         |
| 12.                 | «Stranger than Fiction»              | 3:20         |
| 13.                 | «The Bleeding» (акустическая версия) | 3:37         |
| Общая длительность: | Общая длительность:                  | 49:26        |

| №                   | Название                                        | Длительность |
| ------------------- | ----------------------------------------------- | ------------ |
| 1.                  | «A New Level» (Pantera cover)                   | 4:00         |
| 2.                  | «From Out of Nowhere» (Faith No More cover)     | 3:24         |
| 3.                  | «Succubus (Hate Me)» (Демо)                     | 3:09         |
| 4.                  | «Salvation» (Live)                              | 3:45         |
| 5.                  | «The Way of the Fist» (Live)                    | 4:32         |
| 6.                  | «White Knuckles» (Live)                         | 6:16         |
| 7.                  | «Salvation» (инструментальная версия)           | 3:22         |
| 8.                  | «The Bleeding» (инструментальная версия)        | 4:30         |
| 9.                  | «The Way of the Fist» (инструментальная версия) | 4:02         |
| 10.                 | «The Devil's Own» (инструментальная версия)     | 4:15         |
| 11.                 | «Never Enough» (инструментальная версия)        | 3:30         |
| Общая длительность: | Общая длительность:                             | 44:43        |

| №                   | Название                                    | Длительность |
| ------------------- | ------------------------------------------- | ------------ |
| 1.                  | «Ashes»                                     | 3:44         |
| 2.                  | «The Way of the Fist»                       | 3:58         |
| 3.                  | «Salvation»                                 | 3:20         |
| 4.                  | «The Bleeding»                              | 4:28         |
| 5.                  | «A Place to Die»                            | 3:40         |
| 6.                  | «The Devil's Own»                           | 4:12         |
| 7.                  | «White Knuckles»                            | 4:10         |
| 8.                  | «Never Enough»                              | 3:29         |
| 9.                  | «Stranger than Fiction»                     | 3:20         |
| 10.                 | «Can't Heal You»                            | 3:03         |
| 11.                 | «Death Before Dishonour»                    | 3:54         |
| 12.                 | «Meet the Monster»                          | 4:22         |
| 13.                 | «From Out of Nowhere» (Faith No More cover) | 3:23         |
| 14.                 | «The Devil's Own» (Live)                    | 4:56         |
| Общая длительность: | Общая длительность:                         | 53:58        |

## Чарты и сертификации
| Чарт (2007)        | Высшая позиция |
| ------------------ | -------------- |
| Billboard 200      | 107            |
| Heatseekers Albums | 1              |
| Hard Rock Albums   | 16             |
| Catalog Albums     | 35             |

| США (RIAA)                                          | золотой | 500 000* |
| Канада (Music Canada)                               | золотой | 40 000*  |
| * данные о продажах основаны только на сертификации |         |          |

## Участники записи
Согласно сайту AllMusic.

| - Айвен Муди — вокал - Золтан Батори — ритм-гитара - Дэррел Робертс — соло-гитара - Мэтт Снелл — бас-гитара - Джереми Спенсер — ударные | - Золтан Батори — продюсер, арт-директор - Джереми Спенсер — продюсер - Логан Мейдер — миксинг и мастеринг - Стиво «Shotgun» Бруно, Майк Саркисян, Джордж Алайон — звукорежиссёры - Скалли Эссекс — обложка | Урос Расковски (Steelheart) — гитарное соло в «The Bleeding» |